# NGC 7180
NGC 7180 est une petite galaxie lenticulaire relativement rapprochée et située dans la constellation du Verseau. Sa vitesse par rapport au fond diffus cosmologique est de 925 ± 28 km/s, ce qui correspond à une distance de Hubble de 13,6 ± 1,1 Mpc (∼44,4 millions d'al). NGC 7180 a été découverte par l'astronome britannique John Herschel en 1830.
Note historique : même si John Herschel a écrit que la galaxie III 693, observée par son père, était la même que l'observation JH 2140 dans son « Slough Catalogue », c'est une erreur. III 693 est en fait la galaxie NGC 7185, la galaxie de la paire qui est à l'est.
NGC 7180 est une radiogalaxie à large raie d'émission (LLAGN).
À ce jour, 11 mesures non basées sur le décalage vers le rouge (redshift) donnent une distance de 19,109 ± 1,934 Mpc (∼62,3 millions d'al), ce qui est à l'extérieur des valeurs de la distance de Hubble. Puisque cette galaxie est relativement rapprochée du Groupe local, cette valeur est peut-être plus près de sa distance réelle que la distance de Hubble. Notons que c'est avec la valeur moyenne des mesures indépendantes, lorsqu'elles existent, que la base de données NASA/IPAC calcule le diamètre d'une galaxie et qu'en conséquence le diamètre de NGC 7180 pourrait être d'environ 8,3 kpc (∼27 100 al) si on utilisait la distance de Hubble pour le calculer.